# Izalzu
Izalzu en espagnol ou Itzaltzu en basque  est une municipalité de la communauté forale de Navarre, dans le Nord de l'Espagne.
Elle est située dans la zone linguistique mixte de la province, dans la vallée de Salazar. Elle fait partie de la mérindade de Sangüesa et est à 88 km de sa capitale, Pampelune. Le secrétaire de mairie est aussi celui d'Ochagavía.

## Démographie
| Évolution démographique                                | Évolution démographique | Évolution démographique | Évolution démographique | Évolution démographique | Évolution démographique | Évolution démographique | Évolution démographique | Évolution démographique | Évolution démographique | Évolution démographique |
| 1996                                                   | 1998                    | 1999                    | 2000                    | 2001                    | 2002                    | 2003                    | 2004                    | 2005                    | 2006                    | 2007                    |
| ------------------------------------------------------ | ----------------------- | ----------------------- | ----------------------- | ----------------------- | ----------------------- | ----------------------- | ----------------------- | ----------------------- | ----------------------- | ----------------------- |
| 49                                                     | 50                      | 51                      | 48                      | 47                      | 47                      | 45                      | 47                      | 46                      | 47                      | 48                      |
| Sources: Izalzu et instituto de estadística de navarra |                         |                         |                         |                         |                         |                         |                         |                         |                         |                         |

## Patrimoine civil
- Pont d'Izalzu.

## Patrimoine religieux
- Église de la Asunción: édifice gothique du XVIe siècle construite en pierres.
- Ermitage de San José: quelques historiens considèrent que ce moderne ermitage était l'ancien monastère médiéval de San Salvador et San Miguel.

### Sources
- (es) Cet article est partiellement ou en totalité issu de l’article de Wikipédia en espagnol intitulé « Izalzu » (voir la liste des auteurs).